# 老塞内卡
老塞内卡（拉丁語：Lucius Annaeus Seneca，约前54年—约39年），古罗马作家、修辞学家，生于罗马西班牙科尔多瓦的罗马骑士阶级家庭，儿子有罗马行省总督卢基乌斯·朱尼厄斯·加里奥·安那埃努斯和知名哲学家塞内卡。